# Président du Sénat (Belgique)
Pour les articles homonymes, voir Président du Sénat.
Le président du Sénat de Belgique est issu du parti ou de la coalition de partis qui a obtenu la majorité lors des élections. Il doit être approuvé par les autres sénateurs et est généralement choisi parmi les sénateurs ayant la plus grande expérience politique.

## Rôle du président
Le président a pour rôle de diriger les débats lors des séances plénières, et en général de faire fonctionner la démocratie. Il représente également le Sénat lors de cérémonies et il peut également recevoir des personnalités étrangères.

## Liste des présidents du Sénat
| No | Nom                                                                          | Période du mandat                    | Parti              | Arrondissement                 |
| 1  | Goswin baron de Stassart (2 septembre 1780 – 10 octobre 1854)                | 12 septembre 1831 – 14 juin 1838     | Libéral            | Namur                          |
| 2  | Louis baron de Schiervel (10 février 1783 – 4 novembre 1866)                 | 13 novembre 1838 – 27 mai 1848       | Catholique         | Ruremonde puis Hasselt         |
| 3  | Augustin Dumon-Dumortier (4 décembre 1791 – 28 janvier 1852)                 | 27 juin 1848 – 28 janvier 1852       | Libéral            | Tournai                        |
| 4  | Eugène prince de Ligne (28 janvier 1804 – 20 mai 1880)                       | 25 mars 1852 – 18 juillet 1879       | Libéral            | Ath                            |
| 5  | Camille, baron de Tornaco (6 avril 1807 – 8 mars 1880)                       | 11 novembre 1879 – 8 mars 1880       | Libéral            | Huy                            |
| 6  | Michel Edmond baron de Sélys-Longchamps (25 mai 1813 – 11 décembre 1900)     | 3 août 1880 – 28 mai 1884            | Libéral            | Waremme                        |
| 7  | Jules baron d'Anethan (23 avril 1803 – 8 octobre 1888)                       | 23 juillet 1884 – 19 août 1885       | Catholique         | Tielt                          |
| 8  | Charles, comte de Mérode Westerloo (1er août 1824 – 6 avril 1892)            | 10 novembre 1885 – 6 avril 1892      | Catholique         | Turnhout                       |
| 9  | Henri comte t'Kint de Roodenbeke-de Naeyer (14 avril 1817 – 6 novembre 1900) | 26 avril 1892 – 10 novembre 1899     | Catholique         | Eeklo                          |
| 10 | Joseph duc d'Ursel (3 juillet 1848 – 15 novembre 1903)                       | 14 novembre 1899 – 15 novembre 1903  | Catholique         | Malines                        |
| 11 | Henri comte de Mérode Westerloo (28 décembre 1856 – 13 juillet 1908)         | 2 décembre 1903 – 13 juillet 1908    | Catholique         | Malines-Turnhout               |
| 12 | Alfred vicomte Simonis (14 janvier 1842 – 6 avril 1931)                      | 28 août 1908 – 5 août 1911           | Catholique         | Verviers                       |
| 13 | Paul baron de Favereau (15 janvier 1856 – 26 septembre 1922)                 | 14 novembre 1911 – 26 septembre 1922 | Catholique         | Luxembourg                     |
| 14 | Arnold comte t'Kint de Roodenbeke (1er mai 1853 – 10 août 1928)              | 14 novembre 1922 – 10 août 1928      | Catholique         | Gand-Eeklo                     |
| 15 | Charles Magnette (3 février 1863 – 18 octobre 1937)                          | 13 novembre 1928 – 28 octobre 1932   | Libéral            | Liège                          |
| 16 | Émile Digneffe (20 décembre 1858 – 16 juin 1937)                             | 27 décembre 1932 – 11 août 1934      | Libéral            | Liège                          |
| 17 | Maurice comte Lippens (21 août 1875 – 12 juillet 1956)                       | 13 novembre 1934 – 13 avril 1936     | Libéral            | Gand-Eeklo                     |
| 18 | Romain baron Moyersoen (2 septembre 1870 – 21 avril 1967)                    | 1er juillet 1936 – 6 mars 1939       | Catholique         | (Coopté)                       |
| 19 | Robert Gillon (10 décembre 1884 – 25 juillet 1972)                           | 26 avril 1939 – 8 novembre 1947      | Libéral            | (Coopté)                       |
| 20 | Henri Rolin (3 mai 1891 – 20 avril 1973)                                     | 11 novembre 1947 – 6 novembre 1949   | BSP-PSB            | (Coopté)                       |
| 21 | Robert Gillon (10 décembre 1884 – 25 juillet 1972)                           | 8 novembre 1949 – 30 avril 1950      | Libéral            | Courtrai-Ypres                 |
| 22 | Paul Struye (1er septembre 1896 – 16 février 1974)                           | 27 juin 1950 – 12 mars 1954          | PSC-CVP            | Bruxelles                      |
| 23 | Robert Gillon (10 décembre 1884 – 25 juillet 1972)                           | 5 mai 1954 – 29 avril 1958           | Libéral            | Courtrai-Ypres                 |
| 24 | Paul Struye (1er septembre 1896 – 16 février 1974)                           | 24 juin 1958 – 8 octobre 1973        | PSC-CVP            | Bruxelles                      |
| 25 | Pierre Harmel (16 mars 1911 – 15 novembre 2009)                              | 9 octobre 1973 – 9 mars 1977         | PSC                | (Coopté)                       |
| 26 | Robert Vandekerckhove (30 juin 1917 – 23 février 1980)                       | 7 juin 1977 – 23 février 1980        | CVP                | (Coopté)                       |
| 27 | Edward Leemans (26 avril 1926 – 2 août 1998)                                 | 5 mars 1980 – 8 novembre 1987        | CVP                | Louvain (puis coopté)          |
| 28 | Roger Lallemand (17 janvier 1932 – 20 octobre 2016)                          | 10 mars 1988 – 10 mai 1988           | PS                 | Bruxelles                      |
| 29 | Lambert Kelchtermans (né le 10 septembre 1929)                               | 16 mai 1988 – 10 octobre 1988        | CVP                | Hasselt-Tongres-Maaseik        |
| 30 | Frank Swaelen (23 mars 1930 – 23 décembre 2007)                              | 11 octobre 1988 – 5 mai 1999         | CVP                | Anvers                         |
| 31 | Armand De Decker (8 octobre 1948 – 12 juin 2019)                             | 14 juin 1999 – 20 juillet 2004       | PRL-FDF-MCC (→ MR) | Circonscription francophone    |
| 32 | Anne-Marie Lizin (5 janvier 1949 – 17 octobre 2015)                          | 20 juillet 2004 – 12 juillet 2007    | PS                 | Circonscription francophone    |
| 33 | Armand De Decker (8 octobre 1948 – 12 juin 2019)                             | 12 juillet 2007 – 20 juillet 2010    | MR                 | Circonscription francophone    |
| 34 | Danny Pieters (né le 13 octobre 1956)                                        | 20 juillet 2010 – 11 octobre 2011    | N-VA               | Circonscription néerlandophone |
| 35 | Sabine de Bethune (née le 16 juillet 1958)                                   | 11 octobre 2011 – 14 octobre 2014    | CD&V               | Circonscription néerlandophone |
| 36 | Christine Defraigne (née le 29 avril 1962)                                   | 14 octobre 2014 – 3 décembre 2018    | MR                 | Liège                          |
| 37 | Jacques Brotchi (né le 11 août 1942)                                         | 14 décembre 2018 – 4 juillet 2019    | MR                 | Circonscription francophone    |
| 38 | Sabine Laruelle (née le 2 juin 1965)                                         | 18 juillet 2019 – 13 octobre 2020    | MR                 | Circonscription francophone    |
| 39 | Stephanie D'Hose (née le 1er juin 1981)                                      | 13 octobre 2020 - 18 mai 2024        | Open Vld           | Circonscription néerlandophone |
| 40 | Valérie De Bue (née le 7 octobre 1966)                                       | 25 juillet 2024 - 21 février 2025    | MR                 | Circonscription francophone    |
| 41 | Vincent Blondel (né le 28 avril 1965)                                        | Depuis le 21 février 2025            | Les Engagés        | Circonscription francophone    |